# Knut

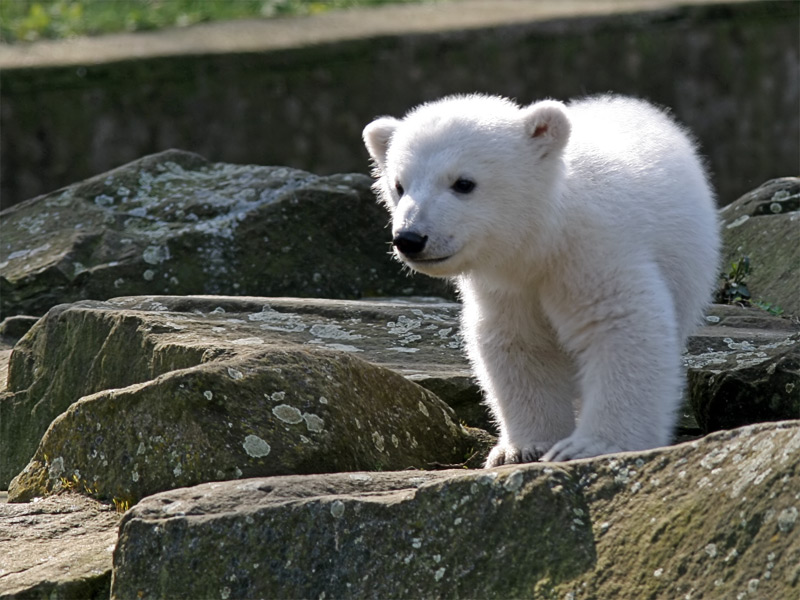
Knut durante la sua prima apparizione in pubblico, il 23 marzo 2007

Knut (Berlino, 5 dicembre 2006 - Berlino, 19 marzo 2011) è stato un orso polare nato in cattività al Zoologischer Garten Berlin. Rifiutato dalla madre, è stato allevato dai guardiani dello zoo. Tra gli orsi polari nati allo zoo di Berlino, in oltre trent'anni Knut è stato il primo a sopravvivere all'infanzia. Allo stesso tempo è stato oggetto di una campagna mediatica internazionale, che lo ha trasformato in una grande attrazione turistica. Dopo che il quotidiano tedesco Bild ebbe riportato il pensiero di un attivista per i diritti degli animali, che apparentemente sembrava desiderare la morte del cucciolo d'orso, è scoppiata una vera indignazione mondiale ed i fan hanno espresso la loro volontà di far continuare a vivere l'orsacchiotto, facendolo allevare dagli umani. I bambini protestarono fuori dallo zoo e da tutto il mondo furono mandate e-mail e lettere che esprimevano la compassione per la vita del cucciolo.
Il fenomeno "Knutmania", oggetto di larga attenzione da parte dei mass media, ha conquistato il mondo e ha portato alla creazione di numerosi giocattoli, DVD e libri. La vicenda del cucciolo ha determinato un significativo incremento dei profitti dello zoo di Berlino nel 2007, stimati per circa 5 milioni di euro. Nello stesso anno, le visite allo zoo sono cresciute del 30%, rendendolo il più remunerativo di sempre nei suoi 163 anni di esistenza.

## Biografia

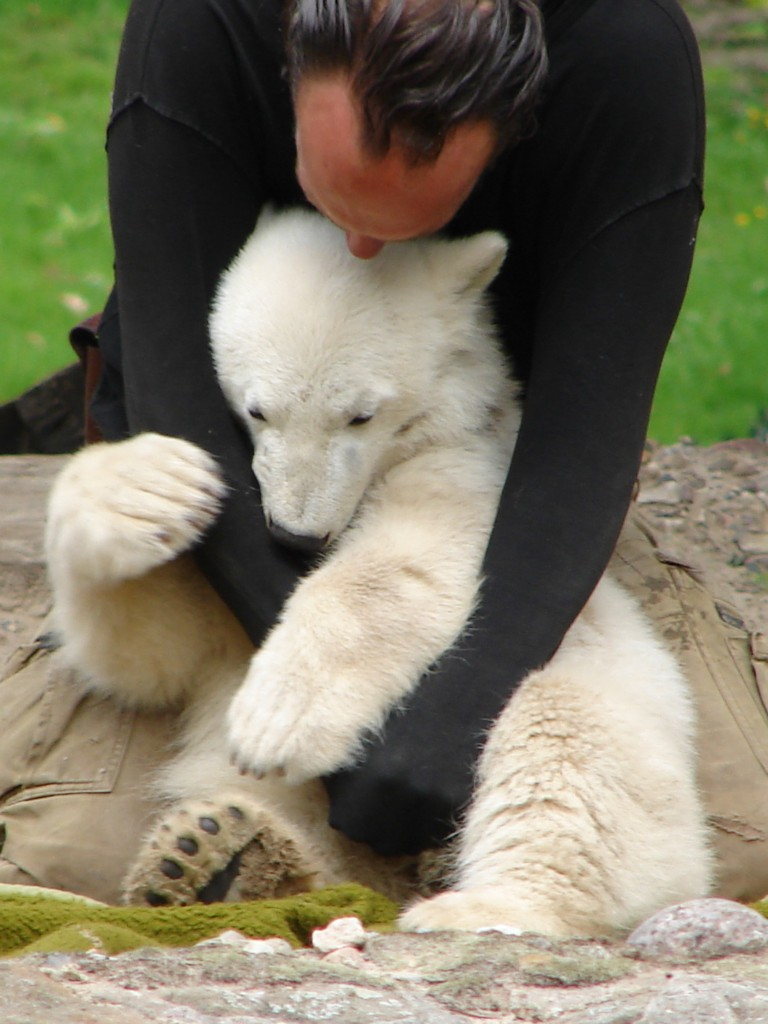
Thomas Dörflein gioca con Knut il 31 maggio del 2007

Knut è nato allo zoo di Berlino da un'orsa di vent'anni, Tosca, un'ex artista circense della Germania dell'Est nata in Canada, e dal suo compagno tredicenne Lars, che inizialmente viveva al Tierpark Hellabrunn di Monaco. Dopo un periodo di gestazione senza problemi, il 5 dicembre del 2006 sono nati Knut e il suo fratellino senza nome. Tosca, per ragioni sconosciute, aveva rifiutato i suoi cuccioli, abbandonandoli su una roccia nel recinto degli orsi polari. I guardiani dello zoo salvarono i cuccioli tirandoli fuori dal recinto con una grande rete da pesca, ma il fratello di Knut morì quattro giorni dopo per un'infezione. Knut è il primo orso polare in oltre trent'anni ad essere nato e sopravvissuto nello zoo di Berlino. Della grandezza di un porcellino d'India, passò i primi 44 giorni della sua vita in un'incubatrice prima che il guardiano Thomas Dörflein potesse allevarlo.
Le continue attenzioni di cui Knut aveva bisogno resero necessario non solo che Dörflein dormisse di notte su un materasso accanto alla cuccia, ma anche che giocasse con il cucciolo, gli facesse il bagno e lo nutrisse quotidianamente. La dieta di Knut iniziò con una bottiglia di latte in polvere per neonati miscelato con olio di fegato di merluzzo, ogni due ore, per poi passare, all'età di quattro mesi, a latte e farinata d'avena miscelato con vitamine e cibo per gatti. Dörflein accompagnava Knut durante le due apparizioni pubbliche quotidiane di un'ora, comparendo, quindi, in molti video e fotografie insieme al cucciolo. Divenne, di conseguenza, una celebrità secondaria in Germania e si guadagnò la Medaglia al Merito di Berlino per le costanti cure prestate al cucciolo. Dörflein morì per un attacco cardiaco il 22 settembre 2008 all'età di 44 anni.

### Controversie
Ai primi di marzo del 2007, il tabloid tedesco Bild riportò una citazione dell'attivista per i diritti degli animali Frank Albrecht, secondo cui sarebbe stato meglio uccidere Knut piuttosto che fargli subire l'umiliazione di essere allevato "come un animale domestico". Secondo l'attivista, tenere in vita l'orso rappresentava una violazione della legge sulla protezione degli animali. Wolfram Graf-Rudolf, il direttore dello zoo di Aquisgrana, era d'accordo con Albrecht e dichiarò che i guardiani dello zoo "avrebbero dovuto avere il coraggio di lasciar morire l'orso" dopo che era stato rifiutato dalla madre, aggiungendo che l'animale sarebbe "morto un po'" tutte le volte in cui sarebbe stato separato dal suo custode. Un gruppo di bambini protestarono allo zoo, portando cartelloni con le scritte "Knut Deve Vivere" e "Noi Amiamo Knut", e altri inviarono numerose email e lettere chiedendo che la vita del cucciolo venisse risparmiata. Furono inviate anche delle lettere di minaccia ad Albrecht. Lo zoo di Berlino si schierò a favore del cucciolo di orso polare, impegnandosi solennemente a non fargli del male e rifiutando il suggerimento di sottoporlo all'eutanasia.
Albrecht, che non era collegato a nessuna particolare organizzazione per i diritti degli animali, dichiarò in seguito che era stato citato al di fuori del contesto: nel dicembre 2006 aveva fatto causa al direttore dello zoo di Lipsia per aver ucciso un cucciolo di orso labiato, rifiutato dalla madre. Il caso era stato rigettato dalla corte in quanto l'allevamento dell'animale da parte dell'uomo sarebbe stato inappropriato. Albrecht, che si oppose a quella sentenza, disse di aver chiesto la morte di Knut non perché desiderasse realmente che l'orso venisse ucciso, ma semplicemente per richiamare l'attenzione sulla decisione del caso di Lipsia, che avrebbe riconosciuto allo zoo di Berlino il diritto di uccidere il cucciolo di orso polare.
L'attenzione che i media dedicarono alla vicenda fece crescere la visibilità di Knut al di fuori dei confini nazionali, facendolo diventare una star internazionale.

### Sotto i riflettori
Knut è stato presentato per la prima volta al pubblico il 23 marzo 2007. Circa 400 giornalisti visitarono lo zoo di Berlino in quello che venne chiamato il "Knut Day" (il giorno di Knut), per riferire al mondo della prima apparizione pubblica del cucciolo. Poiché Knut divenne oggetto dell'attenzione dei media in tenera età, molte storie e falsi allarmi riguardanti la salute e il benessere del cucciolo circolarono durante il suo primo anno di vita. Per esempio, il 16 aprile 2007, Knut fu rimosso dalla mostra a causa di un mal di denti conseguente alla crescita dei canini superiori destri, ma all'inizio i reporter dichiararono in maniera vaga che soffrisse di una malattia sconosciuta e che conseguentemente fosse in cura con degli antibiotici. Tanto rumore fu fatto anche su una minaccia di morte spedita poco prima delle 15.00 ora locale di mercoledì 18 aprile 2007. Lo zoo aveva ricevuto una lettera anonima via fax che diceva "Knut ist tot! Donnerstag Mittag" ("Knut è morto! Giovedì a mezzogiorno"). In risposta, la polizia incrementò le misure di sicurezza intorno all'orso. L'ora indicata passò senza incidenti o danni per Knut.
Malgrado il 30 aprile 2007 Der Spiegel avesse riportato che l'orso stava "diventando sempre meno carino" man mano che cresceva, quell'estate Knut continuò ad attrarre allo zoo un pubblico record. Dopo aver raggiunto i sette mesi e i 50 kg (110 libbre) nel luglio del 2007, le due apparizioni pubbliche giornaliere di Knut furono cancellate, in quanto diventate rischiose per la sicurezza del suo guardiano. Il portavoce dello zoo, Regine Damm, disse, inoltre, che era tempo che l'orso "frequentasse altri orsi e non solo persone". Dopo aver vissuto nello stesso recinto con Ernst, un cucciolo di orso nero Malese, nato un mese prima di Knut, e sua madre, Knut fu spostato nel suo spazio privato. Anche se il numero dei visitatori diminuiva rispetto ai valori massimi registrati a marzo ed aprile, Knut rimase, comunque, un'importante attrazione dello zoo per il resto del 2007. Il massimo storico fu registrato nell'agosto 2007, con 400.000 ospiti.
Alla fine del 2007, notizie di Knut e della sua vita allo zoo venivano ancora segnalate in tutto il mondo. La rigida dieta di Knut, necessaria per ridurre l'aumento del suo peso naturale indispensabile per sopravvivere agli inverni rigidi, comparve nei titoli dei giornali al di fuori della Germania. I suoi pasti giornalieri furono ridotti da quattro a tre e vennero limitati i dolcetti, come i croissant, i preferiti dal giovane orso polare. A settembre, dopo essersi fatto male ad una zampa scivolando su una roccia bagnata nel suo recinto, ci furono manifestazioni di preoccupazione e supporto dai fan di tutto il mondo.

### Dal 2007 al 2011
Nel novembre 2007, con un peso di oltre 90 kg, Knut fu ritenuto troppo pericoloso per i contatti ravvicinati, e l'interazione con gli addestratori venne ulteriormente ridotta. I festeggiamenti per il suo primo compleanno, a cui parteciparono centinaia di bambini, furono trasmessi in diretta dalla televisione tedesca. Inoltre, la zecca nazionale emise 25.000 speciali monete d'argento commemorative per ricordare l'evento.
Quando, nel dicembre 2007, nacque in circostanze simili l'orsa Flocke allo zoo di Norimberga, Bild la soprannominò la Signora Knut, suggerendo che i due orsi polari tedeschi potessero diventare compagni una volta cresciuti. Prima di diventare adulto, all'età di tre o quattro anni, la normale età nella quale gli orsi diventano attivi sessualmente, Knut sarebbe stato probabilmente trasferito in uno zoo con più compagne, più o meno della sua stessa età, ed in futuro sarebbe potuto diventare un esemplare per l'accoppiamento, al fine di preservare l'esistenza della sua specie.

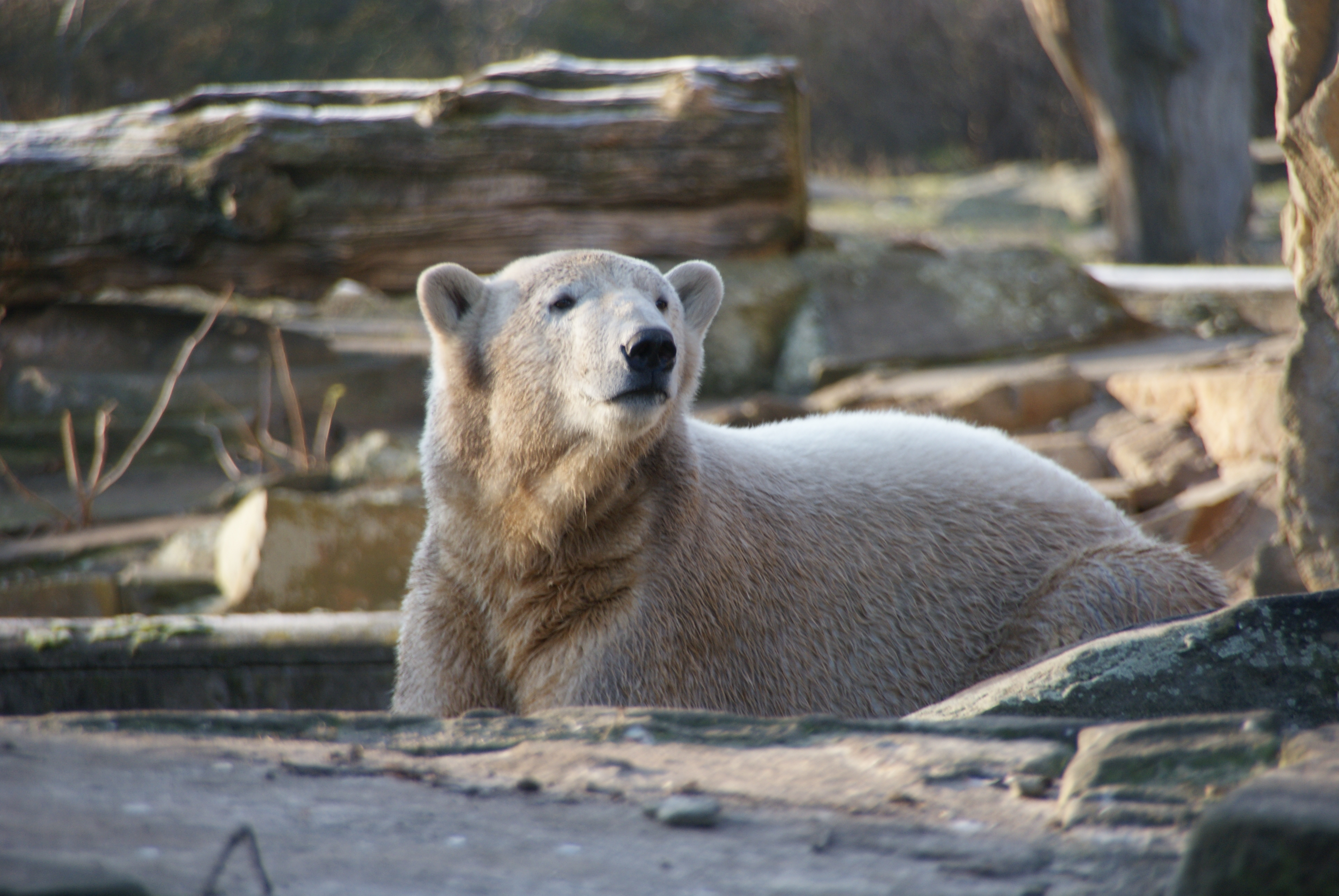
Knut all'età di due anni (dicembre 2008)

Un anno dopo il suo debutto pubblico, sebbene fosse ancora considerato un cucciolo, Knut pesava più di 130 kg. Una lastra di vetro spessa 10 cm, abbastanza forte da resistere ad un colpo di mortaio, fu posta tra lui ed i visitatori dello zoo. Alla fine di marzo 2008, Markus Röbke, uno dei guardiani che aveva contribuito ad allevare Knut, affermò che l'orso avrebbe dovuto lasciare lo zoo prima possibile per ambientarsi a vivere da solo. Aggiunse inoltre che Knut sentiva chiaramente la mancanza della sua passata figura paterna, Thomas Dörflein, ed era talmente abituato a ricevere delle attenzioni che quando nessuno era vicino al suo recinto si metteva a piangere: «Knut ha bisogno di un pubblico», ma «questo deve cambiare». Ad aprile, i partecipanti alla campagna per il benessere degli animali criticarono lo zoo per aver permesso a Knut di uccidere e mangiare dieci carpe dal fossato che circondava il suo recinto, in quanto rappresentava una violazione dei regolamenti sulla protezione degli animali. L'esperto di orsi dello zoo, Heiner Klös, disse che il comportamento di Knut «rientrava nella sua natura di orso polare».
Nel luglio del 2008, venne reso noto che lo zoo di Neumünster nella Germania del nord, proprietario del padre di Knut, stava facendo causa allo zoo di Berlino per i profitti guadagnati grazie al successo ottenuto da Knut. Sebbene lo zoo di Berlino ammise che legalmente Knut appartenesse a Neumünster, in virtù di un precedente accordo, non volle riconoscergli alcun diritto sui propri guadagni. Peter Drüwa, il direttore dello zoo di Neumünster, dichiarò che in passato avevano cercato di negoziare con lo zoo di Berlino, ma non avendo raggiunto alcun compromesso si erano rivolti al tribunale per ottenere una sentenza a loro favore: «Non vogliamo rimuovere Knut dal suo ambiente, ma abbiamo diritto alla nostra richiesta di denaro». Alla fine lo Zoo di Berlino acconsentì a pagare 430.000 € allo zoo di Neumünster. Poco dopo il secondo compleanno di Knut, iniziò a circolare la notizia che l'orso sarebbe stato trasferito in un altro zoo, perché stava diventando troppo grande per il suo recinto. Da allora lo zoo ha rilasciato dichiarazioni nelle quali afferma di volere tenere Knut ed anche il sindaco di Berlino, Klaus Wowereit, ha dichiarato di volere che il cucciolo ancora adolescente rimanga nella capitale.
L'orso è morto improvvisamente il 19 marzo 2011 dopo essere caduto nel fossato, in conseguenza ad un malore provocato da una encefalite di origine virale.

## Gli effetti della popolarità

### Successo commerciale

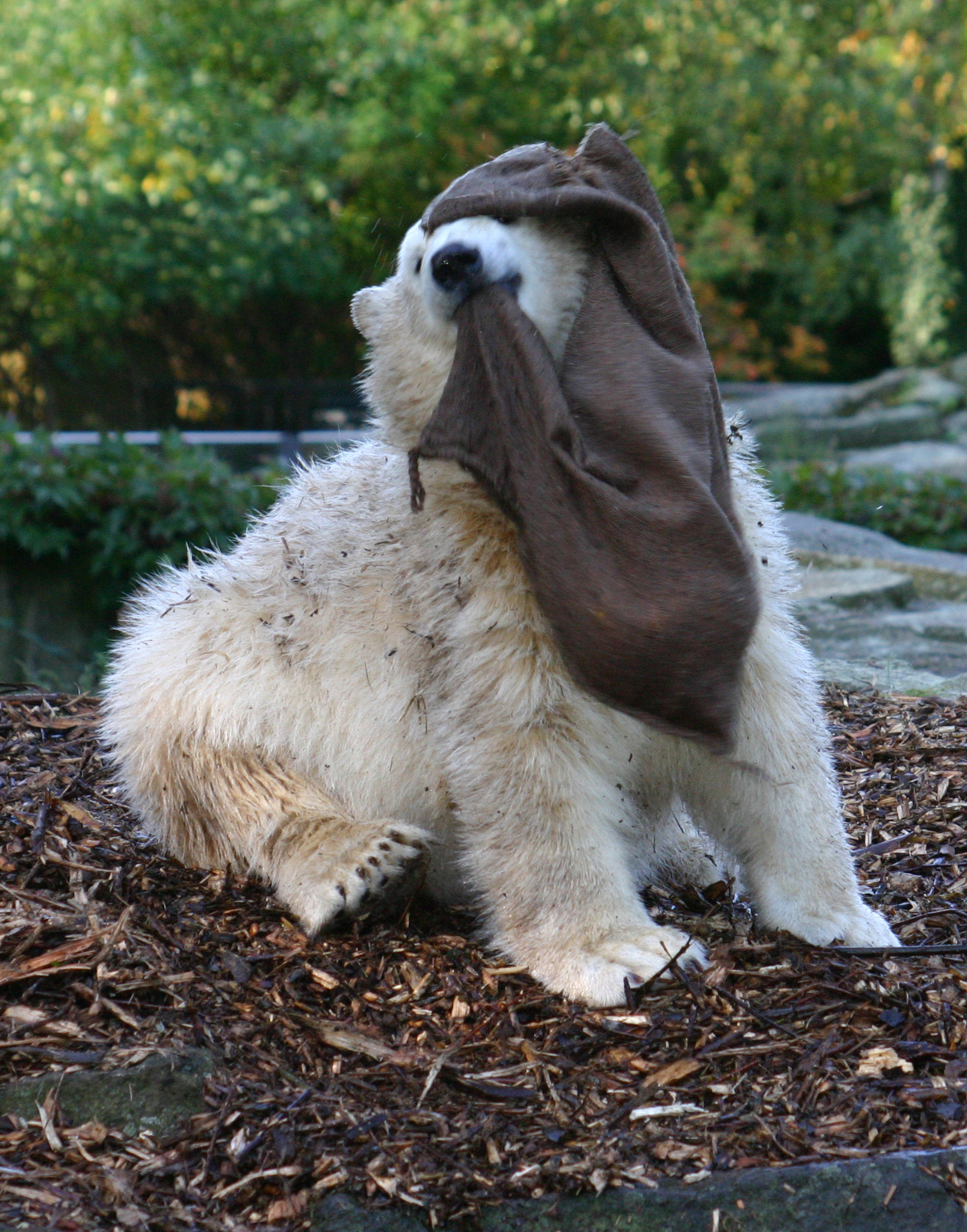
Knut allo zoo di Berlino (settembre 2007)

Alla fine di marzo del 2007, dopo aver registrato Knut come marchio, lo zoo di Berlino conseguì un incremento del valore delle proprie azioni alla Borsa di Berlino, che aumentarono più del doppio: da un valore iniziale di circa 2.000 euro, arrivarono una settimana dopo a 4.820 euro. Lo zoo riferì che il 2007 era stato il periodo più proficuo nella storia dei suoi 163 anni, con un aumento del numero dei visitatori del 30%. Quell'anno, Knut fece guadagnare allo zoo di Berlino quasi cinque milioni di euro, grazie sia all'incremento dei visitatori che alla quantità di merce venduta.
Diverse aziende trassero profitto dall'attenzione generatasi intorno a Knut, sviluppando prodotti a tema, come suonerie e peluche. La famosa azienda di peluche Steiff produsse parecchi orsacchiotti Knut in tre misure e modelli: seduto, alzato e sdraiato. I primi 2.400 giocattoli prodotti, venduti esclusivamente allo zoo di Berlino, furono esauriti in soli quattro giorni. Il denaro guadagnato dall'affare con la Steiff era destinato al rinnovamento del recinto dell'orso polare allo zoo. L'azienda di dolciumi Haribo lanciò una caramella gommosa a forma di orso al gusto di lampone, chiamata Cuddly Knut (Tenerone Knut), a partire dall'aprile 2007, impegnandosi a donare allo zoo dieci centesimi per ogni confezione di caramelle Knot vendute. Gli orsi gommosi si vendevano così bene che l'azienda, che aveva sede a Bonn, dovette espandere la produzione in una seconda fabbrica per poter soddisfare la domanda.
Knut è stato il soggetto di diverse canzoni popolari in Germania, tra cui quelle di maggiore successo Knut is Cute (Knut è Carino) e Knut, der kleine Eisbär (Knut, il piccolo orso polare) cantate da Kitty, una bambina di nove anni di Köpenick, ma soprattutto Hier Kommt Knut di Frank Zander. In Gran Bretagna, il musicista e comico Mitch Benn ha eseguito tre canzoni su Knut per la serie satirica The Now Show sulla BBC Radio 4: The Baby Bear Must DIE! (Il cucciolo di orso deve MORIRE), Knut Isn't Cute Anymore (Knut non è più carino) e Goodbye Knut (Addio Knut) – una power ballad sul trasferimento di Knut allo zoo di Neumünster. Un giornalista della radio e televisione pubblica regionale Rundfunk Berlin-Brandenburg (RBB), cura la manutenzione di un blog con aggiornamenti sull'orso polare in tedesco, inglese e spagnolo. La RBB si occupa anche di un programma televisivo settimanale trasmesso in Germania, dedicato al cucciolo di orso polare. Knut è anche stato il soggetto di parecchi DVD, come "Knut - Stories from a Polar Bear's Nursery" ("Knut – Racconti dall'asilo dell'orso polare"), ed è apparso sulla copertina dell'edizione tedesca della rivista Vanity Fair del 29 marzo 2007, che includeva diverse pagine sulla vita del cucciolo.

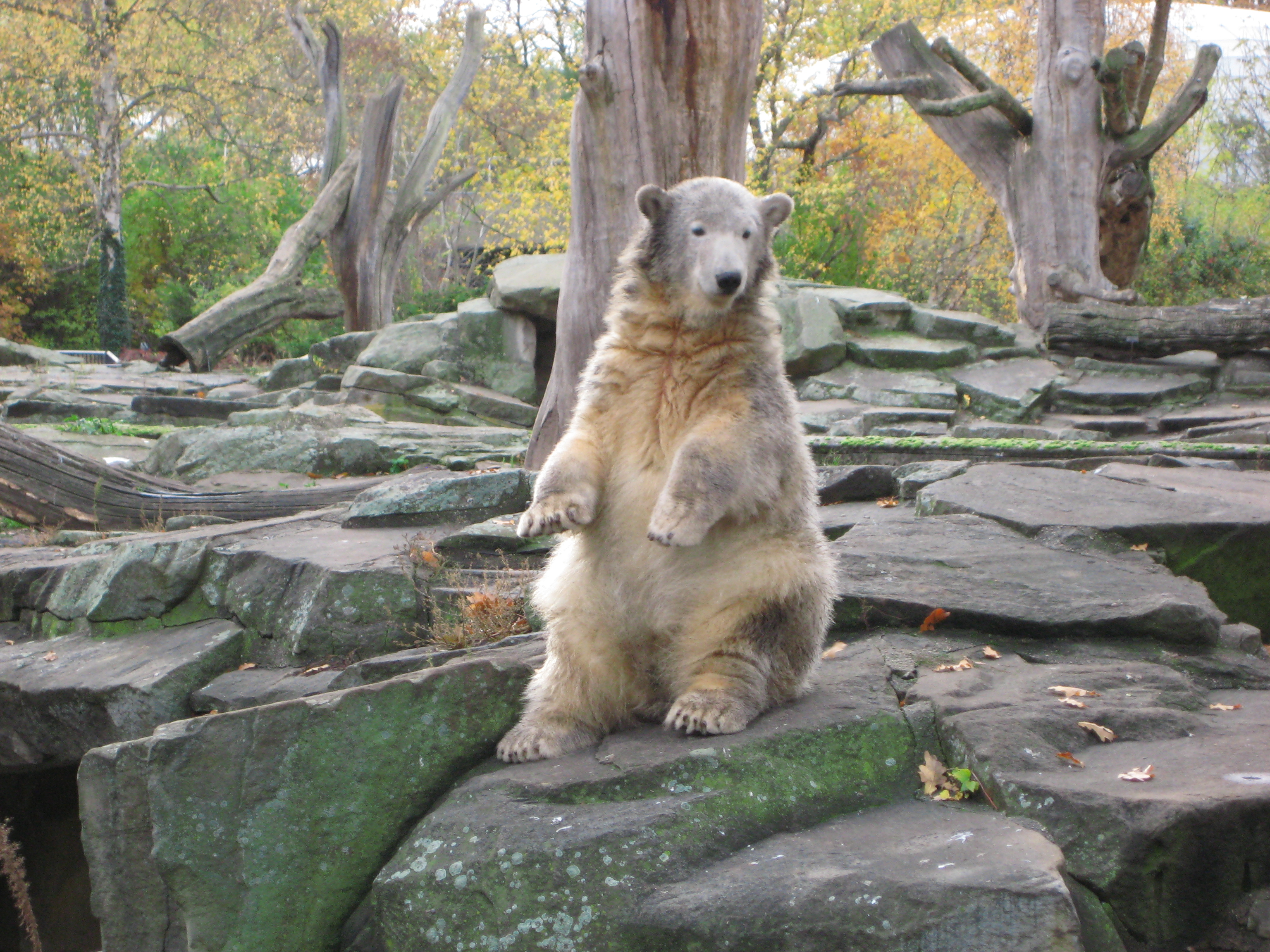
Knut all'età di dieci mesi (ottobre 2007)

Il 1º maggio 2007 è stato annunciato che la Turtle Pond Publications di New York e lo zoo di Berlino avevano siglato un accordo per i diritti editoriali mondiali su Knut, con la speranza di aumentare la consapevolezza sulla questione del riscaldamento globale. Scritto da Craig Hatkoff insieme alle figlie Juliana e Isabella, e pubblicato in Germania dalla Ravensburger il 26 luglio 2007, il libro di 44 pagine intitolato Knut, der kleine Eisbärenjunge ("Piccolo orso polare Knut"), racconta la storia della vita di Knut e contiene fotografie inedite. Sebbene fossero già stati pubblicati diversi libri su Knut in Germania, questo fu il primo ad essere autorizzato dallo zoo di Berlino. Nel novembre dello stesso anno, la casa editrice statunitense Scholastic distribuì la versione inglese del libro negli Stati Uniti, intitolata Knut: How One Little Polar Bear Captivated the World ("Knut: come un piccolo orso polare ha incantato il mondo"). I diritti del libro sono stati venduti anche a case editrici in Giappone, Inghilterra, Messico, Cina ed Italia.
Il 31 dicembre 2007, il direttore dello zoo confermò che lo zoo aveva ricevuto una proposta dal produttore hollywoodiano Ash R. Shah (Supernova e The Reef - Amici per le pinne) per un film sulla vita dell'orso. Secondo quanto riportato, Shah propose allo zoo di Berlino un accordo del valore di 3,5 milioni di Euro. Knut fece il suo debutto sul grande schermo nel film tedesco Knut und seine Freunde (Knut e i suoi amici), proiettato in prima visione a Berlino il 2 marzo 2008. Diretto da Michael Johnson, il film racconta come Knut venne salvato dopo essere stato abbandonato dalla madre. Tra i protagonisti compaiono anche una famiglia di orsi polari dell'Artico e due cuccioli di orso bruno della Bielorussia.

### Campagne ambientali
Il dottor Gerald Uhlich, del consiglio di amministrazione dello zoo di Berlino, dichiarò che grazie alla sua enorme popolarità, Knut era diventato uno strumento di comunicazione, capace di «attirare l'attenzione verso l'ambiente in modo simpatico. Non con toni minacciosi o di rimprovero». Conseguentemente, il Ministro dell'Ambiente tedesco Sigmar Gabriel, adottò ufficialmente Knut come mascotte per una conferenza sulle specie in pericolo d'estinzione, da tenersi a Bonn nel 2008. Il Ministro incontrò Knut subito dopo il suo debutto allo zoo, commentando che sebbene Knut fosse in mani sicure, «gli orsi polari nel mondo sono in pericolo e se Knut può aiutare la causa, allora questa è una buona cosa».
La fotografa Annie Leibovitz scattò le fotografie di Knut per una campagna ambientale, incluse quelle apparse sul numero dedicato all'ambiente della rivista Vanity Fair del maggio 2007, in cui l'immagine di Knut, catturata allo zoo di Berlino, viene sovrapposta con una foto che ritrae l'attore americano Leonardo DiCaprio in una laguna ghiacciata in Islanda. L'orso polare è anche apparso sul logo della campagna contro il riscaldamento globale del Ministero dell'Ambiente tedesco, ed in una serie speciale di francobolli, distribuiti il 9 aprile, con una foto di Knut quando aveva circa un anno e lo slogan "Natur weltweit bewahren" ("Preserva la natura in tutto il mondo").